# 1960年紐約撞機事件
1960年紐約撞機事件發生於1960年12月16日，美國聯合航空826號班機與環球航空266號班機在紐約布魯克林靠近公園坡地區空中相撞，造成機上128名乘客喪生。

## 飛機
美國聯合航空826號班機註冊號碼N8013U，是道格拉斯DC-8-11客機，搭載84人從芝加哥奥黑尔国际机场前往皇后區約翰·甘迺迪國際機場（現為約翰·F·肯尼迪國際）。道格拉斯DC-8開始商業服務只有十五個月。
環球航空266號班機註冊號碼N6907C，洛克希德超級星座型客機，承載44人從俄亥俄州代頓與哥倫布市前往紐約拉瓜迪亞機場。
因为二机都看不见对方所以才造成这严重的空难。